# Lissabonner Requiem
Lissabonner Requiem ist ein Filmdrama des schweizerischen Filmregisseurs Alain Tanner aus dem Jahr 1998. Es ist eine Verfilmung des gleichnamigen Romans von Antonio Tabucchi aus dem Jahr 1992.

## Handlung
Der französische Schriftsteller Paul hat eine Verabredung an einem heißen Sommer-Sonntag in Lissabon. Er ist mit dem Geist von Fernando Pessoa verabredet. Zwischen Mittag und Mitternacht begegnet er auf dem Weg zu seiner Verabredung verschiedenen Personen. Neben echten Alltagsmenschen hat er auch Begegnungen und Gespräche mit Geistern, die zu Mitternacht hin zahlreicher werden. Paul unterhält sich dabei mit Personen aus seinen Erinnerungen und zufälligen Bekanntschaften, Figuren eines untergehenden alten Lissabons, darunter ein Restaurantbesitzer, ein Bettler, eine Bordellbesitzerin, ein Friedhofswärter, ein Taxifahrer und eine alte Zigeunerin.
Lebende und Tote begegnen sich, gleichzeitig oder versetzt, alle durchdrungen von Gefühlen wie Zweifel, Reue und Saudade. Über alle Begegnungen schwebt dabei der allgegenwärtige Geist Fernando Pessoas.

## Rezeption
Der Film wurde am 28. April 1998 erstmals in der französischsprachigen Schweiz gezeigt, hatte im Mai 1998 beim Filmfestival Cannes 1998 in der Sektion Quinzaine des Réalisateurs seine internationale Premiere, und kam am 3. Juni 1998 in die französischen, am 3. Juli 1998 in die portugiesischen und am 11. September 1998 in die schweizerischen Kinos.
Er lief danach auf einer Vielzahl internationaler Filmfestivals, darunter die Französischen Filmtage Tübingen (Juni 1998), das Montreal World Film Festival (August 1998), das São Paulo International Film Festival, das Chicago International Film Festival (beide Oktober 1998), das Festival Internacional de Cine de Mar del Plata (November 1998), die Solothurner Filmtage (Januar 1999) und das Bratislava International Film Festival (Dezember 1999). Er war für den Schweizer Filmpreis 1999 und im November 1998 beim Tokyo International Film Festival für den Tokyo Sakura Grand Prix nominiert.
Der Film erschien in Portugal zunächst als VHS-Kassette bei Atalanta Filmes, bevor er 2012 als DVD bei Leopardo Filmes herauskam. In Spanien erschien er 2005 bei Vellavision als DVD.